# Nuoto ai campionati mondiali di nuoto 2009 - 200 metri misti femminili
La specialità dei 200 metri misti femminili ai campionati mondiali di nuoto 2009 si è svolta al complesso natatorio del Foro Italico di Roma, in Italia.
Le qualifiche per la semifinale si sono svolte la mattina del 26 luglio 2009 e vi hanno partecipato 73 atlete. La semifinale si è svolta la sera dello stesso giorno. La finale si è svolta la sera del 27 luglio 2009.

## Medaglie
| Posizione | Atleta         | Paese       |
| --------- | -------------- | ----------- |
|           | Ariana Kukors  | Stati Uniti |
|           | Stephanie Rice | Australia   |
|           | Katinka Hosszú | Ungheria    |

## Record
Prima dei campionati il record del mondo (WR) e il record dei campionati (CR) erano i seguenti.
|  | 2'08"45 | Stephanie Rice Australia | 13 agosto 2008 Pechino, Cina       |
|  | 2'10"13 | Katie Hoff Stati Uniti   | 26 marzo 2007 Melbourne, Australia |

Durante l'evento sono stati migliorati i seguenti record:
| Data      | Evento        | Atleta        | Nazione     | Tempo   | Record |
| --------- | ------------- | ------------- | ----------- | ------- | ------ |
| 26 luglio | 7ª batteria   | Ariana Kukors | Stati Uniti | 2'08"53 |        |
| 26 luglio | 2ª Semifinale | Ariana Kukors | Stati Uniti | 2'07"03 |        |
| 27 luglio | Finale        | Ariana Kukors | Stati Uniti | 2'06"15 |        |

## Risultati batterie
| Pos. | Atleta                        | Nazionalità          | Tempo   | Batteria | Corsia | Note |
| ---- | ----------------------------- | -------------------- | ------- | -------- | ------ | ---- |
| 1    | Ariana Kukors                 | Stati Uniti          | 2:08.53 | 7        | 3      | CR   |
| 2    | Katinka Hosszú                | Ungheria             | 2:09.12 | 8        | 3      |      |
| 3    | Stephanie Rice                | Australia            | 2:09.64 | 8        | 4      |      |
| 4    | Kirsty Coventry               | Zimbabwe             | 2:09.90 | 7        | 4      |      |
| 5    | Hannah Miley                  | Regno Unito          | 2:10.24 | 7        | 5      |      |
| 6    | Julie Hjorth-Hansen           | Danimarca            | 2:10.53 | 6        | 3      |      |
| 7    | Julia Smit                    | Stati Uniti          | 2:10.94 | 6        | 4      |      |
| 8    | Emily Seebohm                 | Australia            | 2:11.31 | 7        | 2      |      |
| 9    | Camille Muffat                | Francia              | 2:11.35 | 8        | 5      |      |
| 10   | Evelyn Verrasztó              | Ungheria             | 2:11.61 | 6        | 5      |      |
| 11   | Liu Jing                      | Cina                 | 2:11.91 | 6        | 6      |      |
| 12   | Joanna Maranhao-Melo          | Brasile              | 2:12.18 | 6        | 8      |      |
| 13   | Francesca Segat               | Italia               | 2:12.52 | 7        | 6      |      |
| 14   | Tomoyo Fukuda                 | Giappone             | 2:12.66 | 8        | 1      |      |
| 15   | Daria Belyakina               | Russia               | 2:12.80 | 7        | 0      |      |
| 16   | Li Jiaxing                    | Cina                 | 2:13.47 | 8        | 2      |      |
| 17   | Stina Gardell                 | Svezia               | 2:13.52 | 7        | 9      | NR   |
| 18   | Yana Martynova                | Russia               | 2:13.61 | 6        | 1      |      |
| 19   | Grainne Murphy                | Irlanda              | 2:13.64 | 5        | 6      |      |
| 20   | Erica Morningstar             | Canada               | 2:13.70 | 7        | 1      |      |
| 20   | Erica Buratto                 | Italia               | 2:13.70 | 8        | 8      |      |
| 22   | Julia Wilkinson               | Canada               | 2:13.75 | 7        | 7      |      |
| 22   | Mireira Belmonte              | Belgio               | 2:13.75 | 8        | 7      |      |
| 24   | Keri-Anne Payne               | Regno Unito          | 2:14.17 | 6        | 2      |      |
| 25   | Anja Klinar                   | Slovenia             | 2:14.40 | 6        | 7      |      |
| 26   | Katheryn Meaklim              | Sudafrica            | 2:14.53 | 8        | 0      | NR   |
| 27   | Louise Mai Jansen             | Danimarca            | 2:14.61 | 6        | 0      |      |
| 28   | Hanna-Maria Seppälä           | Finlandia            | 2:14.62 | 6        | 9      |      |
| 29   | Asami Kitagawa                | Giappone             | 2:15.53 | 8        | 6      |      |
| 30   | Marina Ribi                   | Svizzera             | 2:15.65 | 5        | 7      |      |
| 31   | Jessica Pengelly              | Sudafrica            | 2:15.66 | 7        | 8      |      |
| 32   | Fanny Lecluyse                | Belgio               | 2:15.88 | 4        | 4      |      |
| 33   | Karolina Szczepaniak          | Polonia              | 2:16.52 | 5        | 4      |      |
| 34   | Simona Baumrtova              | Rep. Ceca            | 2:16.89 | 5        | 5      |      |
| 35   | Sara Nordenstam               | Norvegia             | 2:16.96 | 8        | 9      |      |
| 36   | Siow Yi Ting                  | Malaysia             | 2:17.02 | 5        | 2      |      |
| 37   | Anna Kowalczyk                | Polonia              | 2:17.06 | 5        | 3      |      |
| 38   | Anna Khlistunova              | Ucraina              | 2:17.23 | 4        | 2      |      |
| 39   | Kim Daleun                    | Corea del Sud        | 2:17.65 | 5        | 8      |      |
| 40   | Anastasia Korotkov            | Israele              | 2:17.79 | 4        | 8      |      |
| 41   | Sarra Lajnef                  | Tunisia              | 2:17.86 | 5        | 1      |      |
| 42   | Kim Hyejin                    | Corea del Sud        | 2:17.89 | 4        | 3      |      |
| 43   | Natthanan Junkrajang          | Thailandia           | 2:19.38 | 4        | 6      |      |
| 44   | Anna-Liisa Pold               | Estonia              | 2:19.46 | 4        | 7      |      |
| 45   | Maroua Mathlouhti             | Tunisia              | 2:19.55 | 4        | 5      |      |
| 46   | Barbora Zavadova              | Rep. Ceca            | 2:19.87 | 5        | 0      |      |
| 47   | Erika Layne Stewardt          | Colombia             | 2:20.24 | 5        | 9      |      |
| 48   | Ranohon Amanova               | Uzbekistan           | 2:20.71 | 4        | 0      |      |
| 49   | Jonay Briedenhann             | Namibia              | 2:23.54 | 3        | 1      |      |
| 50   | Aiste Drobovolskaite          | Lituania             | 2:24.35 | 3        | 2      |      |
| 51   | Coral del Mar Lopez Rosario   | Porto Rico           | 2:24.45 | 3        | 5      |      |
| 52   | Karla Toscano                 | Guatemala            | 2:25.37 | 3        | 4      |      |
| 53   | Maxine Heard                  | Zimbabwe             | 2:25.45 | 2        | 7      |      |
| 54   | Maria Coy                     | Guatemala            | 2:25.77 | 3        | 3      |      |
| 55   | Maida Turnadzic               | Bosnia ed Erzegovina | 2:26.33 | 4        | 1      |      |
| 56   | Samantha Arevalo              | Ecuador              | 2:26.45 | 3        | 8      |      |
| 57   | Koh Hui Yu                    | Singapore            | 2:26.56 | 2        | 5      |      |
| 58   | Nibal Yamout                  | Libano               | 2:27.94 | 2        | 4      |      |
| 59   | Chinyere Pigot                | Suriname             | 2:28.94 | 3        | 0      |      |
| 60   | Simona Muccioli               | San Marino           | 2:29.02 | 3        | 7      |      |
| 61   | Koh Ting Ting                 | Singapore            | 2:29.45 | 4        | 9      |      |
| 62   | Selma Atic                    | Bosnia ed Erzegovina | 2:29.55 | 3        | 9      |      |
| 63   | Christine Briedenhann         | Namibia              | 2:31.58 | 2        | 8      |      |
| 64   | Sara Abdullahu                | Albania              | 2:31.67 | 2        | 6      |      |
| 65   | Laura Lucia Paz Chavez        | Honduras             | 2:31.94 | 2        | 3      |      |
| 66   | Shannon Austin                | Seychelles           | 2:33.47 | 1        | 4      |      |
| 67   | Vo Thi Thanh Vy               | Vietnam              | 2:36.35 | 3        | 6      |      |
| 68   | Diana Al Zamel                | Siria                | 2:37.65 | 2        | 1      |      |
| 69   | Danielle Bernadine Findlay    | Zambia               | 2:43.74 | 1        | 5      |      |
| 70   | Chuen Cheong Estelle Anais Li | Mauritius            | 2:45.32 | 2        | 0      |      |
| 71   | Sakina Ghulam                 | Pakistan             | 2:46.82 | 2        | 9      |      |
| 72   | Cheyenne Rova                 | Figi                 | 2:48.26 | 1        | 3      |      |
| 73   | Sausan Aishath                | Maldive              | 3:07.54 | 1        | 6      |      |

## Risultati semifinale
| Pos. | Atleta               | Nazionalità | Tempo   | Batteria | Corsia | Note |
| ---- | -------------------- | ----------- | ------- | -------- | ------ | ---- |
| 1    | Ariana Kukors        | Stati Uniti | 2:07.03 | 2        | 4      | WR   |
| 2    | Stephanie Rice       | Australia   | 2:08.68 | 2        | 5      |      |
| 3    | Hannah Miley         | Regno Unito | 2:09.46 | 2        | 3      | NR   |
| 4    | Julie Hjorth-Hansen  | Danimarca   | 2:09.87 | 1        | 3      |      |
| 5    | Kirsty Coventry      | Zimbabwe    | 2:09.91 | 1        | 5      |      |
| 6    | Evelyn Verrasztó     | Ungheria    | 2:09.91 | 1        | 2      |      |
| 7    | Katinka Hosszú       | Ungheria    | 2:10.01 | 1        | 4      |      |
| 8    | Camille Muffat       | Francia     | 2:10.08 | 2        | 2      |      |
| 9    | Julia Smit           | Stati Uniti | 2:10.29 | 2        | 6      |      |
| 10   | Liu Jing             | Cina        | 2:11.05 | 2        | 7      |      |
| 11   | Daria Belyakina      | Russia      | 2:11.73 | 2        | 8      | NR   |
| 12   | Joanna Maranhao-Melo | Brasile     | 2:12.12 | 1        | 7      |      |
| 13   | Francesca Segat      | Italia      | 2:12.34 | 2        | 1      |      |
| 14   | Li Jiaxing           | Cina        | 2:12.75 | 1        | 8      |      |
| 15   | Emily Seebohm        | Australia   | 2:12.88 | 1        | 6      |      |
| 16   | Tomoyo Fukuda        | Giappone    | 2:13.36 | 1        | 1      |      |

## Risultati finale
| Pos. | Atleta              | Nazionalità | Corsia | Tempo   | Note |
| ---- | ------------------- | ----------- | ------ | ------- | ---- |
|      | Ariana Kukors       | Stati Uniti | 4      | 2:06.15 | WR   |
|      | Stephanie Rice      | Australia   | 5      | 2:07.03 | OR   |
|      | Katinka Hosszú      | Ungheria    | 1      | 2:07.46 | ER   |
| 4    | Kirsty Coventry     | Zimbabwe    | 2      | 2:08.94 |      |
| 5    | Julie Hjorth-Hansen | Danimarca   | 6      | 2:09.73 |      |
| 6    | Hannah Miley        | Regno Unito | 3      | 2:09.91 |      |
| 7    | Evelyn Verrasztó    | Ungheria    | 7      | 2:09.98 |      |
| 8    | Camille Muffat      | Francia     | 8      | 2:10.85 |      |